# Xaronval
Xaronval je francouzská obec v departementu Vosges, v regionu Grand Est. Protéká jí říčka Colon.

## Vývoj počtu obyvatel
Počet obyvatel